# فيلهالم دانيال يوزاف كوخ
فيلهالم دانيال يوزاف كوخ (بالألمانية: Wilhelm Daniel Joseph Koch) هو طبيب وعالم نبات ألماني ولد في مدينة كوزل في 5 مارس 1771 وتوفي في 14 نوفمبر 1849.